# Landgericht Amberg (älterer Ordnung)
Das Landgericht Amberg war ein von 1803 bis 1879 bestehendes bayerisches Landgericht älterer Ordnung mit Sitz in Amberg in der Oberpfalz. Die Landgerichte waren im Königreich Bayern Gerichts- und Verwaltungsbehörden, die 1862 in administrativer Hinsicht von den Bezirksämtern und 1879 in juristischer Hinsicht von den Amtsgerichten abgelöst wurden.

## Geschichte
Seit 1803 bestand ein bayerisches Landgericht älterer Ordnung in Amberg, seit 1857 auch ein Bezirksgericht. Anlässlich der am 1. Juli 1862 in Kraft getretenen vollständigen Trennung von Rechtsprechung und Verwaltung in den rechtsrheinischen Landesteilen des Königreichs Bayern wurde das bisherige Stadtgericht Amberg mit dem bisherigen Landgericht Amberg zu einem Stadt- und Landgericht vereinigt. Der Bezirk dieses Gerichts bestand aus den Städten Amberg und Hirschau, den Märkten Rieden und Schnaittenbach sowie den Landgemeinden Ammersricht, Ammerthal, Aschach, Diebis, Ebermannsdorf, Egelsheim, Ensdorf, Forst, Freudenberg, Gärmersdorf, Gailoh, Garsdorf, Haag, Hiltersdorf, Hohenkemnath, Karmensölden, Köfering, Kötzersricht, Lintach, Mendorferbuch, Mimbach, Pittersberg, Pursruck, Raigering, Siegenhofen, Steiningloh, Thanheim, Theuern, Traßlberg, Ullersberg, Ursensollen, Ursulapoppenricht, Weiher, Wolfsbach, Wutschdorf und Zant.
1879 wurde nach dem reichseinheitlichen Gerichtsverfassungsgesetz von 1877 das damalige Landgericht in das Amtsgericht Amberg umgewandelt, aus dem Bezirksgericht wurde das neue Landgericht Amberg.